# Fenomenet ABBA
Fenomenet ABBA é um livro sobre a história do grupo ABBA, escrito por Christer Borg e lançado na Suécia em 1977 pela Polar Music International. O livro rendeu outras versões que foram lançadas nos anos posteriores em vários outros países, algumas conhecidas por estarem com o slogan "versão autorizada pelo ABBA".

## Sinopse
Esta é a verdadeira e incrível história do ABBA. A história de como um vocalista de uma banda de Jönköping, um cantor popular pela cidade, um ídolo pop de Estocolmo e uma menina do jazz se conheceram - e formaram um dos grupos pop de maior sucesso. E sobre como um professor os levou para a fama internacional e fortuna.
Esta é própria história do ABBA, exatemente sobre como eles descreveram a Christer Borg, repórter de entretenimento no Evening Post em Malmö. Christer escreveu Fenomenet ABBA depois de muitos anos seguindo Agnetha, Björn, Benny e Frida de perto e além de contatos com Stig Andersson desde meados dos anos 60. Ele também estava presente quando o ABBA teve seu primeiro sucesso internacional - a final do Festival Eurovisão da Canção em Brighton, em abril de 1974.

## Outras versões
Em 1977 na Austrália e no Reino Unido foi lançado em inglês com o título ABBA By ABBA; no mesmo ano, na Holanda, foi lançado sob o título Het fenomeen ABBA com a história do grupo e as letras das músicas dos maiores hits (Thomas Minor também foi autor desta edição); na Alemanha Ocidental, em 1978, foi lançado com o título ABBA Mit Diskographie, Sontexten und 16 Seiten Fotos - o livro trazia a discografia, letras de músicas e 16 páginas de fotografias.

### The ABBA Phenomenon
The ABBA Phenomenon foi lançado na Austrália em fevereiro de 1977. O livro dá foco à turnê australiana do ABBA realizada em 1979, tais shows que são destaques no ABBA: The Movie.

#### Sinopse
Após 12 meses afastado da Austrália, o ABBA está retornando a um de seus maiores grupos de fãs no mundo. Entre sua última visita e agora, eles têm conseguido sucesso magnífico no nosso país. Suas aparições na televisão e merchandising supervisionado mantiveram seus fãs felizes durante a sua ausência. Seu retorno ao país será lembrado como um dos maiores eventos na história da música australiana. Como um fã disse, sua turnê será "o último Abbasoluto".